# Obrázky z Holandska
Obrázky z Holandska (1932) jsou cestopis Karla Čapka. Autor navštívil Holandsko a čtenářům v cestopise přiblížil jeho zajímavosti. 
Cestopisy přitažlivým způsobem přibližují charakter, kulturu i všední život těchto zemí. Autor se zmiňuje o starých mistrech malířství, o přírodě, vodách, grachtech atd. Jako zkušený zahrádkář se rozepsal i o krásných květinových pláních. Obrázky z Holandska jsou popisem historicky významných měst, například Rotterdam, Delft, Amsterdam, Leiden, atd.
Poprvé vyšly Obrázky z Holandska v nakladatelství Aventinum v roce 1932. Vydání jsou doprovázena kresbami Karla Čapka.